# Isabel Blanch
Isabel Blanch Ruiz (Valencia, 13 de noviembre de 1904-Ciudad de México, 14 de mayo de 1985) fue una actriz mexicana. 

## Biografía y carrera
Debutó en Valencia y contando con 17 años se embarcó a México como parte de la compañía de Don Jacinto Benavente, con quien se presentó en los escenarios capitalinos. Desde entonces radicó en México, donde trabajó para las compañías de Leopoldo Ortín y Manuel Tamez, antes de formar con su hermana Anita, la Compañía de las Blanch, a fines de los años veinte. A partir de entonces ocuparon el Teatro Ideal de la Ciudad de México durante casi 20 años, sólo interrumpiendo sus temporadas para realizar presentaciones en el interior del país y en Latinoamérica. Entre sus mayores éxitos figuran las obras Quién te quiere a ti, y Los mosquitos. Trabajó en cine para las películas Luponini de Chicago, Casa de mujeres, Música por dentro y Noche de recién casados, entre otras. También actuó en diversos programas radiofónicos, como: Té para dos, Todos a reír y Los Pérez García. En 1934 participó en la fundación de la Asociación Nacional de Actores.

### Muerte
El 14 de mayo de 1985, Blanch falleció en Ciudad de México a los 80 años de edad, a causa de un paro cardiaco, y una hemorragia cerebral no traumática. Su cuerpo fue sepultado en una cripta dentro de la parcela de la Asociación Nacional de Actores (ANDA) del Panteón Jardín, ubicado en la misma ciudad.

## Filmografía
- 1971 El profesor particular (TV Series)
- 1962 Los secretos del sexo débil
- 1960 El otro
- - Episode #1.8 (1960)
- - Episode #1.9 (1960)
- - Episode #1.7 (1960)
- - Episode #1.6 (1960)
- - Episode #1.5 (1960)
- 1952 Póker de ases ... Doña Eufemia
- 1949 Escuela para casadas
- 1947 Con la música por dentro ... Margarita
- 1944 Naná ... Tía de Naná
- 1944 Caminito alegre
- 1942 El baisano Jalil ... Consolación
- 1942 Casa de mujeres
- 1942 ¿Quién te quiere a ti? ... Baldomera, la Collaritos
- 1941 Noche de recién casados
- 1940 Los olvidados de Dios ... Ruperta
- 1935 Luponini de Chicago ... Isabel
- 1935 Thy Son .... Nanette